# Smalnäbbad siska
Smalnäbbad siska (Crithagra citrinelloides) är en fågel i familjen finkar inom ordningen tättingar. Den förekommer i östra Afrika. Beståndet anses vara livskraftigt. 

## Utseende och läte
Smalnäbbad siska är en liten fink med vass näbb och kluven stjärt. Ovansidan är olivgrön och undersidan gul. Hanen har svart ansikte och enfärgat gul undersida, medan honan saknar det svarta och är streckad undertill. Arten liknar gråkindad siska, men överlappar knappt något med denna i utbredningen och hanen urskiljer sig med det svarta ansiktet. Sången består av en snabb ramsa med ljust kvitter och ljusa visslingar.

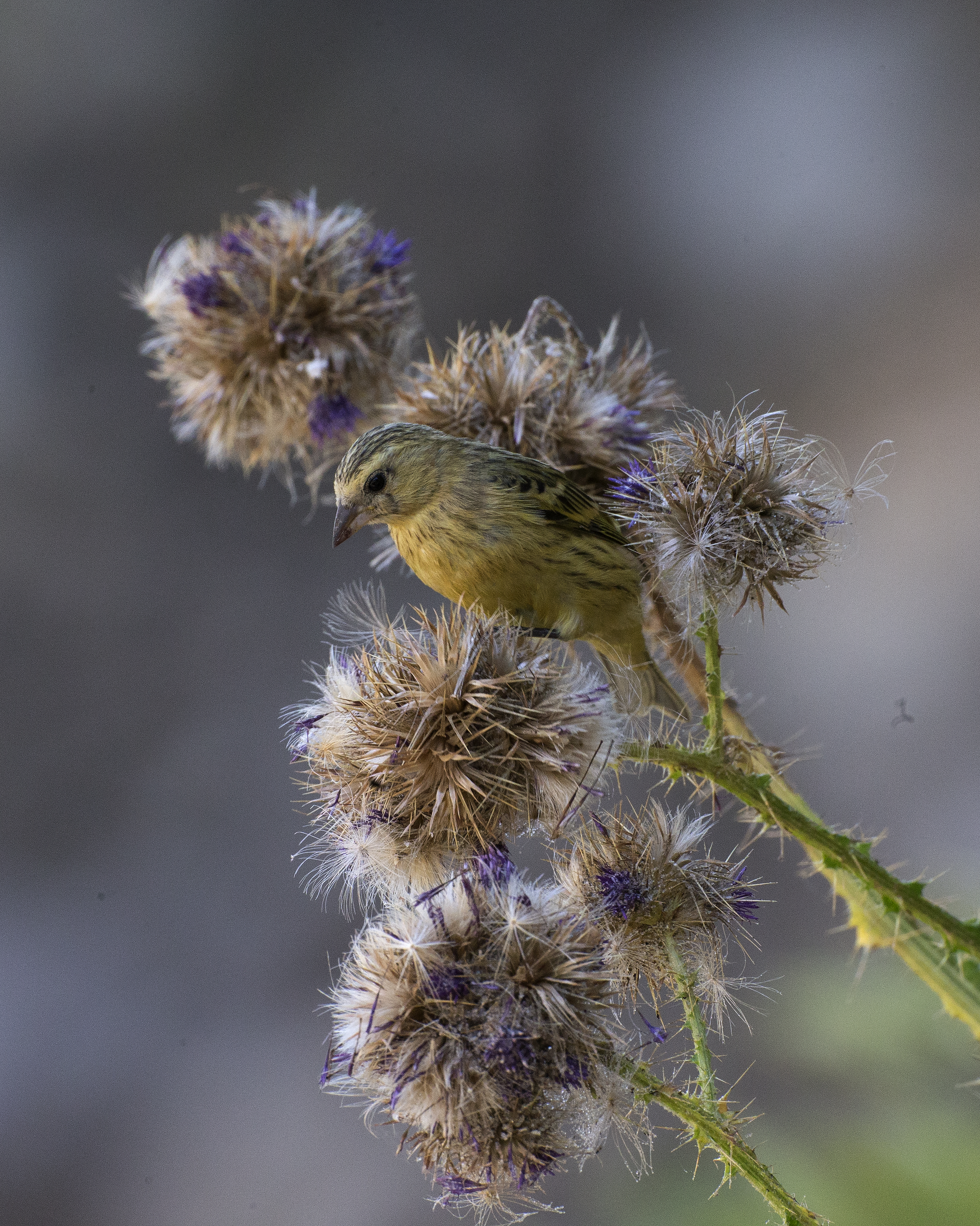
Hona.

## Utbredning och systematik
Smalnäbbad siska förekommer i östra Afrika. Den delas in i två underarter med följande utbredning:
- Crithagra citrinelloides citrinelloides – förekommer i Eritreas och Etiopiens högländer
- Crithagra citrinelloides kikuyensis – förekommer i södra och sydvästra Kenyas högländer

Den placerades tidigare ofta i släktet Serinus, men DNA-studier visar att den liksom ett stort antal afrikanska arter endast är avlägset släkt med t.ex. gulhämpling (S. serinus).

## Levnadssätt
Smalnäbbad siska hittas på medelhög till hög höjd i en rad olika miljöer, bland annat skogsbryn, trädgårdar,  jordbruksmarker, fuktiga buskmarker och öppet skogslandskap. Den ses vanligen i småflockar.

## Status
Arten har ett stort utbredningsområde och beståndet anses stabilt. Internationella naturvårdsunionen IUCN listar den därför som livskraftig (LC).